# Сян Юй
Ся́н Ю́й (спрощ.: 项羽; кит. трад.: 項羽; піньїнь: Xiàng Yǔ; 232 — 202 до н. е.) — китайський політичний і військовий діяч. Разом зі своїм дядьком Сян Ляном підняв повстання проти династії Цінь. Спільно з військами Лю Бана повалив Цінь й отримав титул чуського вана (楚王, Чу-ван). Згодом воював із Лю Баном за верховенство у Піднебесній. Після великої поразки у битві при Ґайся вчинив самогубство на річці У. Мав за дружину красуню Юй.

## Поезія
Відомий як здібний поет. Втім з його доробка збереглася лише поема «Пісня в оточенні» (інші варіанти перекладу — «Прощальна пісня» й «Лемет гегемона»).

## Як персонаж у культурі
Самогубство Сян Юя стало популярним сюжетом у китайському театрі, літературі та кіно. Див. Король-гегемон прощається зі своєю пані  霸王别姬.